# 2,3-ジヒドロキシインドール-2,3-ジオキシゲナーゼ
2,3-ジヒドロキシインドール-2,3-ジオキシゲナーゼ（2,3-dihydroxyindole 2,3-dioxygenase）は、トリプトファン代謝酵素の一つで、次の化学反応を触媒する酸化還元酵素である。
2,3-ジヒドロキシインドール + O2 {\displaystyle \rightleftharpoons } アントラニル酸 + CO2
反応式の通り、この酵素の基質は2,3-ジヒドロキシインドールとO2、生成物はアントラニル酸とCO2である。
組織名は2,3-dihydroxyindole:oxygen 2,3-oxidoreductase (decyclizing)である。